# Germano Boettcher Sobrinho
Germano Boettcher Sobrinho (Rio de Janeiro, 14 de març de 1911 - Rio de Janeiro, 9 de juny de 1977) fou un jugador de futbol brasiler de les dècades de 1920 i 1930.

## Trajectòria
Pel que fa a clubs, passà la major part de la seva carrera al Botafogo, on hi jugà durant 15 temporades.
 També defensà els colors de la selecció brasilera, amb la qual participà en el Mundial d'Itàlia 1934, on fou el porter suplent de Roberto Gomes Pedrosa.